# Hipoepa pusilla
Hipoepa pusilla är en fjärilsart som beskrevs av Butler 1875. Hipoepa pusilla ingår i släktet Hipoepa och familjen nattflyn. Inga underarter finns listade i Catalogue of Life.